# Punta Budden (Alpy Graickie)
Punta Budden – szczyt w Alpach Graickich, części Alp Zachodnich. Leży w północnych Włoszech na granicy regionów Dolina Aosty i Piemont. Należy do Masywu Gran Paradiso. Szczyt można zdobyć ze schronisk Rifugio Vittorio Emanuele II (2732 m). 